# Шок (экономика)
Шок (экономика) — внешнее по отношению к самой экономике событие, которое приводит к позитивным или негативным изменениям в ней. Является или нет событие шоком зависит от модели, используемой для объяснения экономического явления. Обычно в качестве шока выступают внешние события, которые не рассматриваются внутри самой модели и не объясняются ею. Источником шоков могут служить как действия экономических агентов, так и политика государства.
Шок может воздействовать на экзогенные и эндогенные переменные модели или на её параметры. Шок приводит к отклонению экономики от равновесия или выходу её из стационарного состояния. Последствия шока наблюдаются в виде возврата к старому или перехода к новому равновесию или стационарному состоянию. В статических моделях последствия анализируются с помощью сравнительной статики. В динамических моделях для анализа используются функции импульсного ответа.

## Понятие шока
Экономические модели воспроизводят некоторое стационарное состояние или состояние равновесия. Стационарное состояние характеризуется постоянными значениями эндогенных переменных. Состояние равновесия отличается от стационарного тем, что в модели присутствуют экономические агенты с несовпадающими интересами. Шок является гипотетическим или реальным событием, которое выводит моделируемую экономику из равновесия. Для поиска нового состояния в статических моделях необходимо заново решить систему уравнений. В динамических моделях можно рассчитать не только новое состояние, но и траекторию движения к нему. Расчет может быть как аналитическим (в общем виде), так и численным.

## Классификация шоков

### По направлению воздействия
По характеру воздействия на экономические показатели шоки могут быть негативными и позитивными. Например, рост спроса или цен на экспортные товары является позитивным шоком для экспортирующей экономики. Падение спроса или цен — это пример негативного шока.
Экономический характер шока следует отличать от его математической формы, используемой в конкретной модели. С математической точки зрения, шоки могут также быть негативными и позитивными и при этом иметь противоположное экономическое содержание. Например, рост издержек является с математической точки зрения позитивным шоком, а с экономической негативным.

### По длительности
По длительности воздействия различают постоянные (перманентные) и временные шоки. Реакция экономических агентов может существенно различаться в зависимости от вида шока. Например, в гипотезе перманентного дохода изменение постоянного (перманентного) дохода влияет на потребление, а изменение временного дохода на сбережения.

### По отношению к ожиданиям агентов
Шок может быть ожидаемым или неожиданным. Реакция экономических агентов может существенно различаться в зависимости от вида шока. В случае ожидаемого шока агенты реагируют в тот момент, когда появляется информация о событии, а не в момент самого события. В случае неожиданного шока агенты реагируют непосредственно на событие. Ожидаемые и неожиданные шоки играют важную роль в гипотезе эффективного рынка.

### Шоки спроса и предложения
В макроэкономике различают шоки спроса и шоки предложения. Как правило, шоки спроса провоцируют цикл, а шоки предложения влияют на долгосрочный экономический рост.

### По источникам шока
Источниками шока могут быть как действия экономических агентов (домохозяйств и фирм), так и действия правительства. Примерами политики правительства могут служить: регулирующее воздействие, денежно-кредитная (монетарная) и налогово-бюджетная (фискальная) политика и т. д.

## Примеры
Примером анализа шоков могут служить следующие модели.
1. Переход к новому стационарному состоянию в модели Солоу вследствие изменения нормы сбережений.
2. Переход к новому равновесию в модели Модели Рамсея вследствие изменения государственных расходов.
3. Сдвиги кривых спроса и предложения в модели частичного рыночного равновесия.